# Estany de Certascan
L'estany de Certascan o Sertascan és un estany d'origen glacial que es troba a 2.236 m d'altitud, a la capçalera de la vall de Cardós (Pallars Sobirà), a l'est del pic de Certascan (2.853 m alt). El seu desguàs dona lloc al riu de Certascan, que mor al riu de Lladorre. Actualment és represat per a l'aprofitament hidroelèctric de l'estany a través d'un canal subterrani de conducció de l'aigua a la central de Tavascan. És l'estany més gran dels Pirineus catalans i també un dels més profunds (96 m).